# Западен парк (станция метро)
Западен парк (болг. Западен парк) — станция Софийского метрополитена.
Открыта 28 января 1998 года в составе первого пускового участка Софийского метрополитена «Сливница» — «Константин Величков».
Станция расположена в восточном конце жилого района «Люлин», восходящему к Западному парку. С двух сторон станции расположены выходы, чьи вестибюли находятся в подземных переходах на бульваре Царицы Йоанны, под которым проходят тоннели метро.
«Западен парк» — однопролётная станция мелкого заложения, с островной платформой. Длина платформы — 120 м.